# اماسا ستون
اماسا ستون (بالإنجليزية: Amasa Stone)‏ هو مهندس أمريكي، ولد في 27 أبريل 1818 في تشارلتون في الولايات المتحدة، وتوفي في 11 مايو 1883 في كليفلاند في الولايات المتحدة.